# واردن لا
واردن لا (به انگلیسی: Warden Law) یک روستا و محله مدنی در بریتانیا است که در شهر ساندرلند واقع شده‌است. واردن لا ۳۳ نفر جمعیت دارد.